# Wilhelmus de Bekker
Wilhelmus Adrianus Josephus Maria de Bekker (ur. 20 listopada 1939 w Helmond) – holenderski duchowny katolicki, biskup ordynariusz paramaribski w latach 2005–2014.

## Życiorys
Urodził się w 1939 w Helmond. Uczęszczał do szkoły podstawowej w Helmond, po której ukończeniu kontynuował naukę w trzyletniej szkole średniej w Rotterdamie. Po pozytywnie zdanych egzaminach rozpoczął studia prawnicze w Rotterdamie. Pracował następnie jako nauczyciel w okolicznych szkołach. W 1968 uzyskał magisterium z antropologii kulturowej i antropologii społecznej na Katolickim Uniwersytecie Nijmegen, a następnie doktorat w obu dziedzinach. Kształcił się dalej na studiach podyplomowych, po czym wyjechał jako misjonarz do Surinamu, gdzie podjął studia teologiczne. 
Zdecydował się tam na wstąpienie do stanu kapłańskiego i 25 maja 1985 przyjął święcenia kapłańskie. Objął probostwo w Paramaribo. W 1995 objął funkcję wikariusza generalnego diecezji. 12 listopada 2004 został mianowany przez papieża Jana Pawła II ordynariuszem tej diecezji. Jego konsekracja biskupia miała miejsce 30 stycznia 2005. W dniu 31 maja 2014 roku, ze względu na wiek, zrezygnował z funkcji ordynariusza.